# Рудова, Наталья Александровна
Наталья Александровна Рудова (род. 2 июля 1983, Пахтакор, Джизакская область, Узбекская ССР, СССР) — российская актриса театра, кино и телевидения. Наибольшую известность ей принесли роли Татьяны Бариновой в телесериале «Татьянин день», Марины Архиповой в сериале «Условия контракта» и Ксении Ковальчук в комедийном телесериале «Универ. Новая общага».

## Биография
Родилась 2 июля 1983 года в городе Пахтакор (Джизакская область, Узбекская ССР). До её 12-летия семья жила в городе Шевченко, Казахстан). После развода родителей вместе с матерью Валентиной Павловной в 1995 году переехала в российский город Иваново.
В 1999 году после окончания школы поступила в Ивановское областное училище культуры на курс Танзили Рахимзяновны Щекиной, который окончила в 2003 году. Во время учёбы подрабатывала, организуя детские праздники. Затем переехала жить в Москву и устроилась менеджером в спортивный магазин на Кутузовском проспекте, параллельно работая фотомоделью.
Началом актёрской карьеры стала небольшая роль в телесериале «Примадонна». Постепенно актриса стала появляться в более известных телесериалах: «Виола Тараканова. В мире преступных страстей», «Кто в доме хозяин?» и «Проводница». Снималась в проекте «Татьянин день» (Первой канал, 2007—2008). В 2007 году участвовала в программе «Две звезды» с Дмитрием Колдуном. В 2011 году начала исполнять роль заведующей кафедрой в телесериале «Универ. Новая общага» на телеканале «ТНТ».
В 2012 году получила премию «TopBeauty Cinema Awards» в номинации «Соблазн», в 2018 году — премию «Fashion People Awards» в номинации «Актриса года».
В начале января 2022 года в российский прокат вышла романтическая комедия «Свингеры» в котором также исполнила одну из главных ролей.
В феврале 2022 года стала участницей второго сезона шоу «Звёзды в Африке» на телеканале «ТНТ». В июне 2023 года стала участницей реалити-шоу «Выжить в Дубае» на телеканале «ТНТ» в составе звёздной команды. В мае 2025 года стала участницей российского психологического реалити-шоу «Мастер игры» на телеканале «ТНТ».

## Творчество

### Фильмография
- 2005 — Примадонна — нет в титрах
- 2006 — Виола Тараканова. В мире преступных страстей — жертва сатанистов (фильм первый)
- 2006 — Рельсы счастья — блондинка (четвёртая серия)
- 2006 — Кто в доме хозяин? — Марина (78-я серия)[8]
- 2007 — Татьянин день — Татьяна Баринова
- 2008 — Героиня своего романа (Украина) — Ирина, жена Максима
- 2008 — Казаки-разбойники — Алёна
- 2009 — Две стороны одной Анны — Эльза Резникова[9]
- 2009 — Третье желание — Вика
- 2009 — Дыши со мной — Карина
- 2010 — V Центурия. В поисках зачарованных сокровищ — адвокат, помощница Генриха Роста
- 2010 — Ирония любви — Маша, подруга Асель[10]
- 2010 — Цветок дьявола — девушка с вечеринки
- 2010 — Зайцев, жги! История шоумена — певица Иволга
- 2011 — Амазонки — Аня[11]
- 2011 — Условия контракта — Марина
- 2011 — Ночной таверны огонёк — Марина
- 2011 — Поцелуй в голову — Даша
- 2011 — Гюльчатай — Жанна
- 2012 — 2013 — Универ. Новая общага — Ксения Андреевна Ковальчук, завкафедрой[12]
- 2012 — Джамайка — Габриэла Семашко (Габи)
- 2012 — Дыши со мной 2 — Карина (главная роль)
- 2012 — Свидетельница — Вера Николаевна Лядова (главная роль)
- 2013 — Ночная фиалка — Рита
- 2013 — Условия контракта 2 — Марина Архипова[13]
- 2015 — «Ералаш» (сюжет «Как маленькая») — мама Наташи (главной героини)
- 2013 — Проверка на любовь — Полина, коллега Петра в юридической компании
- 2014 — Гюльчатай: Ради любви — Жанна
- 2015 — Невидимки — блондинка
- 2015 — Что творят мужчины! 2 — Александра
- 2015 — Женщины против мужчин — Кристина
- 2015 — Исцеление — Вика
- 2015 — Тонкий лёд — Настя
- 2016 — Мафия: Игра на выживание — Мария, танцовщица[14]
- 2017 — За пять минут до января — Елизавета Барышева
- 2017 — Молодёжка. Взрослая жизнь — Натали Жданова, жена Руслана[15][16]
- 2017 — Любовь в городе ангелов — Наташа
- 2017 — Чисто московские убийства (телесериал) — Анжела[17]
- 2017 — Счастья! Здоровья! — Юля
- 2018 — Между нами, девочками. Продолжение
- 2018 — Женщины против мужчин: Крымские каникулы — Кристина
- 2019 — Бихэппи — Наталья Невмержицкая
- 2020 — Без памяти — Марго
- 2020 — Комерс (короткометражный) — Катя
- 2022 — Свингеры — Ольга
- 2022 — В активном поиске — Таня
- 2022 — Жизнь по вызову — Елена
- 2023 — Жизнь по вызову 2 — Елена
- 2023 — Осьминог — Ольга
- 2024 — Битва пап  — Наташа
- 2024 — Бедные смеются, богатые плачут 2 - Жанна
- 2025 — Мендельсон-2 - Марина

### Видеоклипы (как актриса)
- 2014 — «Я — это ты» (Иракли)[18]
- 2016 — «Ключи от Рая» (Тимати)
- 2017 — «Первая любовь» (Анна Седокова)[19]
- 2017 — «Рукалицо» (Скруджи)
- 2018 — «Ты попал» (Ида Галич)
- 2023 — «ЗАПЛАЧУ» (Ольга Бузова)